# Bahía de Sibúguey
La bahía de Sibúguey también seno de Sibúguey es una gran bahía del Golfo Moro, frente a la costa suroeste de la isla de Mindanao, en el sur de Filipinas. La bahía y Golfo Moro son parte del Mar de Célebes. 
Saliendo de las periferias del sur de la provincia de Zamboanga Sibugay, la bahía tiene sitios ideales para el snorkeling y el buceo.
La bahía además es compatible con una de las poblaciones de peces más ricas de Filipinas. Se estima que suministra pescado para unos 330.000 habitantes que residen en la zona. Sin embargo , la introducción de nuevas artes de pesca, el uso de dinamita y la rápida destrucción de los manglares han contribuido a una disminución drástica de la población de peces de la bahía. La cantidad de pescado capturado por un pescador individuo ha caído diez veces por debajo de la primera cantidad.